# Robert II xứ Normandie
Robert II của Normandy (tiếng Pháp: Robert II de Normandie; khoảng 1051 - 3 tháng 2 năm 1134) còn được gọi là Robert Tất gắn (Robert Courteheuse), ông là con trai cả của William Kẻ chinh phục và kế vị trở thành Công tước đời thứ 7 xứ Normandy vào năm 1087, cai trị xứ này cho đến năm 1106. Robert cũng là người tuyên bố không thành công lên ngai vàng của Vương quốc Anh. Biệt danh "Curthose" (Tất ngắn) có nguồn gốc từ "Courtheuse" trong tiếng Pháp của người Norman, có nghĩa là "Vớ ngắn hay Tất ngắn", biệt hiệu này do cha của ông đặt cho; các nhà Biên niên sử William xứ Malmesbury và Orderic Vitalis, viết rằng, cha của Robert là William Kẻ chinh phục đã gọi ông là Robert brevis-ocrea (giày bốt ngắn) như một cách chế nhạo.
Triều đại của Robert được lịch sử biết đến vì mối bất hòa giữa ông với các em trai William II của Anh và Henry I của Anh. Robert đã thế chấp công quốc của mình để tài trợ cho việc tham gia cuộc Thập tự chinh lần thứ nhất, nơi ông là một chỉ huy quan trọng. Cuối cùng, những bất đồng của ông với Vua Henry I của Anh dẫn đến thất bại của ông trong trận chiến và bị giam cầm suốt đời, từ đó Công quốc Normandy bị coi là thuộc sở hữu của Vương quốc Anh.